# Grand Montarnu
Le Grand Montarnu est un sommet du massif du Morvan, situé sur le territoire de la commune d'Arleuf, dans la Nièvre en France. Son flanc oriental est partagé avec Roussillon-en-Morvan, en Saône-et-Loire. Il s'élève à 857 mètres d'altitude, ce qui en fait le point culminant de la Nièvre.

## Géographie
Le sommet du Grand Montarnu est situé à 2 kilomètres au nord du Haut-Folin, le point le plus élevé du Morvan et de la Saône-et-Loire (902 m), et à 7 kilomètres au nord-nord-est du mont Préneley, second sommet de la Nièvre en altitude (855 m) et qui domine les sources de l'Yonne, affluent de la Seine.
Il constitue un chaînon, appelé chaîne du Grand Montarnu, couvert par deux massifs forestiers à peu près de contenance égale et qui se prolonge vers l'est et le sud par le bois de Folin et la forêt de Saint-Prix jusqu'au Haut-Folin, dans le département de Saône-et-Loire. Le chaîne du Grand Montarnu comporte deux forêts : la forêt du Grand Montarnu sur le versant est et la forêt du Petit Montarnu (789 m) sur le versant ouest.

## Carrière de fer
Dans la forêt du Grand Montarnu, des gisements de pyrite, peut-être déjà exploités par les Éduens, sont exploités au cours des années 1840 et 1850. La carrière est découverte par le géologue Hippolyte Marlot en 1910. Il subsiste aujourd'hui les traces des excavations.